# Groupe Wagner
Pour les articles homonymes, voir Wagner.
Le groupe Wagner (en russe : Группа Вагнера, Grouppa Vagnera), également connu comme PMC Wagner (private military company Wagner), ChVK Wagner, ou CHVK Vagner (en russe : Частная Военная Компания (ЧВК) «Вагнер», Tchastnaïa voïennaïa kompania (TchVK) « Vagner »), est une organisation paramilitaire russe qui œuvre dans le but d'assurer la défense des intérêts extérieurs de la Russie.
Fondé le 1er mai 2014 par l'oligarque Evgueni Prigojine, un proche du président russe Vladimir Poutine, le groupe est présenté à ses débuts comme une société militaire privée russe fournissant des mercenaires avant de se diversifier dans la prospection minière et l'exploitation de ressources naturelles diverses, notamment en Afrique,.
Le gouvernement russe et Prigojine démentent initialement tout lien avec le groupe Wagner, jusqu'à ce que Prigojine reconnaisse en 2022 avoir créé le groupe. Actif initialement lors de la guerre du Donbass et la guerre civile syrienne, il intervient ensuite en Afrique, et notamment au Mali, en Libye, en Republique centrafricaine et au Mozambique.
Le groupe Wagner est fréquemment considéré comme étant de facto une branche du ministère de la Défense de la fédération de Russie. En effet, Wagner opère pour soutenir les intérêts russes et son matériel provient directement du ministère russe de la Défense, qui fournit également les installations d'entrainement. L'utilisation de Wagner permettrait de faire baisser le bilan humain des diverses opérations russes à l'étranger. Selon les estimations des États-Unis et les déclarations de Prigojine, le Groupe Wagner aurait compté jusqu'à 50 000 hommes vers fin 2022 et début 2023. N'apparaissant dans aucun registre officiel, ces hommes, parfois directement recrutés en prison, sont aisément sacrifiés par l'armée russe dans des opérations d'attaques de positions retranchées, sans conséquences politiques pour le pouvoir russe.
Au cours du conflit ukrainien, des tensions apparaissent entre le commandement de Wagner et l'armée régulière russe, notamment à propos de la fourniture de munitions. Entre juillet 2022 et mai 2023, le Groupe Wagner est jeté en première ligne dans la bataille de Bakhmout, où 10 000 à 20 000 de ses combattants sont tués,. Le 23 juin 2023, Prigojine entame une brève rébellion armée contre le gouvernement et les Forces armées restées fidèles au ministère de la Défense.
Le 23 août 2023, Evgueni Prigojine et son bras droit Dmitri Outkine meurent dans un accident d'avion ; la direction du Groupe Wagner est reprise par Anton Ielizarov, selon la volonté d'Evgueni Prigojine, mais la succession est compliquée et c'est finalement Pavel Prigojine (en), fils du fondateur, qui reprend en main le groupe. Après la mort de Prigojine, le Groupe Wagner ne demeure véritablement actif qu'au Mali et en République centrafricaine où il prend le nom vers fin 2024 de Légion Wagner Istra. Il est de plus en plus supplanté par l'Africa Corps, organisation paramilitaire russe créée en 2023.
Au cours de son existence, le Groupe Wagner commet de nombreux crimes de guerre et crimes contre l'humanité et se signale régulièrement par des exécutions sommaires, des viols, des mutilations et des décapitations. Il est notamment responsable du massacre de Moura, au Mali, en mars 2022. Le groupe est sanctionné par l'Union européenne en 2021 et est considéré par les États-Unis depuis le 20 janvier 2023 comme une organisation criminelle internationale, et comme une organisation terroriste par l'Ukraine, ainsi que d'autres pays à partir de février 2023, dans le contexte de l'invasion russe de l'Ukraine.

## Historique

Logo du groupe Wagner jusqu’en avril 2023.

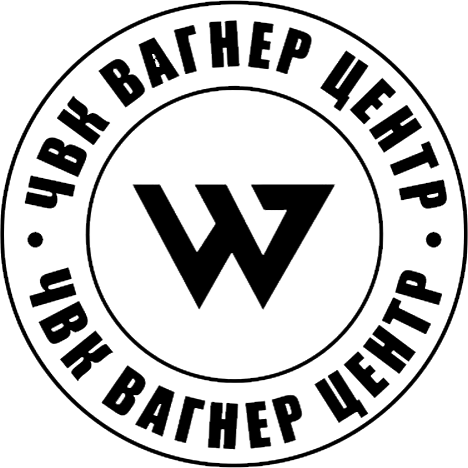
Logo alternatif du groupe Wagner.

### Origines
Le groupe Wagner est fondé en 2014. Il est réputé financé (ou détenu) par l'oligarque russe Evgueni Prigojine, proche du pouvoir russe et aussi supposé être à la tête de l'Internet Research Agency (IRA), une usine à propagande et à désinformation sur internet,.
Le groupe Wagner et l'IRA sont deux organisations sœurs qui sont liées l'une à l'autre. Le groupe Wagner met en œuvre des opérations militaires, tandis que l'IRA mène une guerre de l'information sur internet et planifie des opérations psychologiques,,.
Le militaire fondateur et commandant du groupe est Dmitri Outkine, lieutenant-colonel au sein des Spetsnaz jusqu'en 2013 et ancien membre du Corps slave. Outkine est un néonazi admirateur du Troisième Reich,. Il aurait adopté le surnom de Wagner en hommage au compositeur allemand Richard Wagner et aurait baptisé son entreprise de mercenariat du même nom,,,. Le groupe Wagner pourrait également se référer à Robert Wagner qui dirigea le SAIMR pendant la guerre froide. Le 9 décembre 2016, Dmitri Outkine participe à une cérémonie de remise de décorations à des officiers supérieurs au Kremlin. Il est décoré de l'ordre du Courage par Vladimir Poutine. Sa photographie, avec Poutine, est diffusée sur les réseaux sociaux,.
Il est entré en action pour la première fois lors de l'annexion de la Crimée par la Russie en 2014,.
Selon Harchaoui et Smirnova (2022) Wagner (ainsi que d'autres groupes similaires opaques, protéiformes et semi-étatiques tels que Patriot, Sewa Security Services, PMC Shchit) œuvrant ou ayant œuvré au service du Kremlin, au-delà du récit sur la compétition entre grandes puissances, serait surtout l'une des manifestations d'une tendance mondiale à la privatisation de la sécurité qui s'est étendue à une privatisation de la guerre (qui n'est pas tout à fait nouvelle comme le montrent les précédents de Executive Outcomes (EO) et Blackwater), une forme de privatisation qui dans le cas de Wagner serait un produit de la politique intérieure du Kremlin. Une tendance dont les effets sur les populations locales et sur la dynamique des conflits sont encore mal appréhendés par les historiens et analystes.
En novembre 2017, Outkine devient le directeur général de l'entreprise Concord Management and Consulting, qui appartient à Evgueni Prigojine.

### Statut juridique et financement
Les sociétés militaires privées sont officiellement interdites en Russie. Mais selon The Daily Beast, le département d'État des États-Unis et d'autres, le groupe Wagner est sous le contrôle du ministère russe de la Défense,. Cependant, le gouvernement russe nie officiellement tout lien avec cette société. Pour Isabelle Mandraud, journaliste pour Le Monde : « les mercenaires russes n'ont pas d'existence légale en Russie. Leurs liens avec le pouvoir sont pourtant évidents. Leur chef s'était ainsi pris en photo au côté du président Vladimir Poutine lors d'une réception au Kremlin en décembre 2016 ». Pour The New York Times, « ses relations avec le Kremlin sont obscures et non confirmées, mais ses dirigeants auraient été décorés au Kremlin et ses mercenaires sont formés dans les installations du ministère russe de la Défense ». Le financement du groupe Wagner est lié, au moins en partie, au ministère de la Défense russe. Le ministère signe des contrats avec des entreprises proches de Prigojine et une partie de l'argent de ces contrats est effectivement dirigée vers le financement du groupe. En 2018, les coûts opérationnels annuels 
du groupe Wagner étaient estimés à 2 milliards de roubles, soit 30 millions de dollars américains.
Le groupe Wagner pourrait avoir intégré une autre société, Evro Polis, dirigée par Evgueni Prigojine, sous contrat avec le régime de Bachar el-Assad,,,. Selon Isabelle Mandraud : « Créée en 2016 dans la banlieue de Moscou selon le site d'informations Fontanka, cette entreprise aurait plutôt ressemblé à une coquille vide à ses débuts avant de voir son capital brutalement augmenter l'année suivante ». Pour The Daily Beast, Evro Polis serait devenue le front commercial du groupe Wagner. Selon les journalistes de Libération Luc Mathieu et Veronika Dorman : « Prigojine, que la presse russe désigne aussi comme le patron des usines à trolls russes, s'est diversifié dans le domaine militaro-industriel. Son entreprise de restauration, Evro Polis, basée à Moscou, s'est également recyclée en 2016 dans l'exploitation minière et la production pétro-gazière, avant d'ouvrir en 2017 une représentation à Damas. En 2016, Evgeny Prigojine a signé un contrat avec les autorités syriennes, lui assurant 25 % des revenus des champs de gaz et de pétrole repris par ses soins, c'est-à-dire par les hommes de Wagner, au groupe djihadiste État islamique ».
En juin 2023, Vladimir Poutine révèle que « entre mai 2022 et mai 2023, l'État a versé 86,262 milliards de roubles [environ 922 millions d'euros au taux actuel] pour les paiements du Groupe Wagner », et que l'État avait « complètement financé » Wagner, soulignant que l'entreprise Concord, le groupe d'Evgueni Prigojine, avait « en même temps gagné 80 milliards de roubles [environ 850 millions d'euros] ». Avant l'invasion de l'Ukraine, la Russie avait toujours démenti tout lien avec Wagner,.

### Reconnaissance officielle par la Russie à partir de 2022
En septembre 2022, Evgueni Prigojine déclare publiquement et pour la première fois, qu'il est le représentant du groupe Wagner alors qu'il harangue les détenus d'une prison en Russie en leur promettant la liberté s'ils acceptent de partir combattre en Ukraine,.
Le 26 septembre 2022, dans une publication sur les réseaux sociaux de son entreprise Concord Management and Consulting, Evgueni Prigojine reconnaît avoir fondé le groupe Wagner : « C'est à ce moment-là, le 1er mai 2014 qu'est né un groupe de patriotes qui a pris le nom de Groupe tactique de bataillon Wagner. […] Et maintenant un aveu […] ces gars, des héros, ont défendu le peuple syrien, d'autres peuples de pays arabes, les démunis africains et latino-américains, ils sont devenus un pilier de notre patrie ».
Le gouvernement russe a longtemps démenti tout lien avec le groupe Wagner, de même que Prigojine, jusqu'à ce que ce dernier reconnaisse en 2022 être à l'origine de la formation du groupe. Elle était d'abord active notamment lors de la guerre du Donbass et la guerre civile syrienne, puis dans d'autres zones de conflits à travers le monde. Le groupe Wagner est fréquemment considéré comme étant de facto une branche du ministère de la Défense de la fédération de Russie. En effet, Wagner opère pour soutenir les intérêts russes et son matériel provient directement du ministère russe de la Défense, qui fournit également les installations d'entrainement. L'utilisation de Wagner permettrait de faire baisser le bilan humain des diverses opérations russes à l'étranger. Ainsi, John Kirby, porte parole du Pentagone, a affirmé que 50 000 membres de Wagner combattaient en Ukraine en décembre 2022. N'apparaissant dans aucun registre officiel, ces hommes, parfois directement recrutés en prison, sont aisément sacrifiables par l'armée russe et peuvent faire office de « chair à canon » pour attaquer des positions retranchées, sans que les pertes induites n'aient de conséquences politiques pour le pouvoir russe.
Le 21 mars 2023, le journal Le Monde fait état de la publication (le 18 mars), par le groupe Dossier Center (enquêteurs financés par le dissident russe Mikhaïl Khodorkovski) d'un document intitulé « La cyberarmée de Prigojine » basé, selon Dossier Center, sur le contenu d'une fuite de plus d'un million de documents internes, a priori extrait des serveurs des entités dirigées par E. Prigojine au début de l'automne 2022. Ce document apporte des informations nouvelles sur la nébuleuse d'environ 400 entreprises (réelles ou fictives) de Prigojine, dont Concord Group (maison-mère du Groupe Wagner), l'usine à trolls de Saint-Pétersbourg, l'IRA (Internet Research Agency…).
Les tensions et les affrontements entre mercenaires et soldats russes aboutissent à l'exigence de la signature d'un engagement au sein des forces officielles russes de chaque membre des compagnies privées. L'ultimatum qui doit prendre fin le 1er juillet 2023 est refusé par Prigojine au cours du mois de juin,.

### Rébellion de juin 2023 en Russie et conséquences

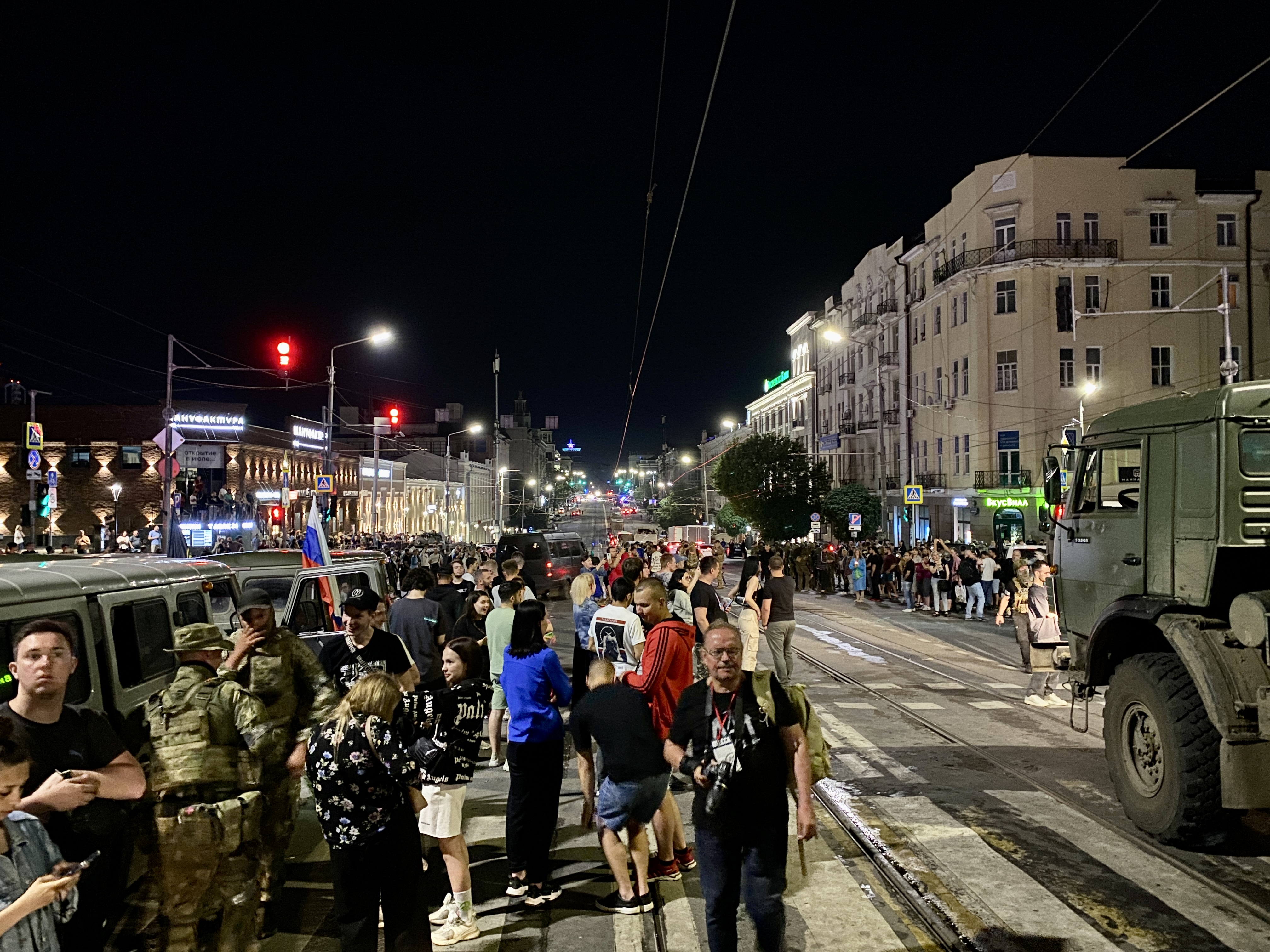
Civils et mercenaires du Groupe Wagner à Rostov-sur-le-Don, le soir du 24 juin 2023.

Au cours de l'invasion de l'Ukraine, Evgueni Prigojine s'en prend publiquement et très violemment au commandement militaire russe qu'il accuse d'incompétence et de mensonges dans la conduite des opérations en Ukraine.
Le 23 juin 2023, Prigojine accuse l'armée russe d'avoir mené des frappes sur des camps de ses combattants à l'arrière du front ukrainien, faisant un « très grand nombre de victimes ». Il accuse personnellement le ministre de la Défense Sergueï Choïgou d'avoir donné l'ordre de ces frappes et affirme que les commandements du groupe Wagner ont décidé de « stopper » ceux qui ont « la responsabilité militaire du pays ». Il ajoute : « Ceux qui résisteront à cela seront considérés comme une menace et détruits immédiatement. […] Nous étions prêts à faire des concessions avec le ministère de la Défense, rendre nos armes et prendre une décision pour continuer à défendre notre pays. Mais ces ordures ne se sont pas calmées ». En réponse, le FSB annonce l'ouverture d'une enquête pénale contre Prigojine pour « appel à la mutinerie armée ». Dans la nuit du 23 au 24 juin, Prigojine entame une rébellion armée contre le gouvernement et les Forces armées restées fidèles au ministère de la Défense.
Le soir du 24 juin, un accord de désescalade est conclu entre le groupe Wagner et le gouvernement russe avec la médiation du président de la république de Biélorussie Alexandre Loukachenko. Les hommes du Groupe Wagner s'arrêtent à 200 ou 300 kilomètres de Moscou.
Prigojine annonce alors le retrait de ses troupes afin d'éviter de faire « couler le sang russe ». Il déclare : « Nos colonnes font demi-tour et nous partons dans la direction opposée, nous rentrons dans les camps. Il y était de l'intérêt supérieur d'éviter un bain de sang ». Les poursuites judiciaires contre Prigojine et ses hommes sont abandonnées,. Le Kremlin annonce que les hommes de Wagner qui n'ont pas participé à la mutinerie pourront signer un contrat avec le ministère de la Défense, tandis que les autres doivent rejoindre leurs camps de base. Prigojine assure cependant le soir du 24 juin que le Groupe Wagner ne sera pas démantelé. Selon les termes de l'accord, Prigojine devrait quant à lui quitter la Russie pour se rendre en Biélorussie.
Le soir du 24 juin, les combattants du groupe Wagner commencent à se retirer de Rostov-sur-le-Don. Ces derniers sont applaudis et acclamés par un attroupement d'habitants. Des voitures de police viennent ensuite prendre position autour du QG, mais la foule les accueille par des huées, en traitant les agents de « traîtres ».
Relais d'influence russe, le groupe Wagner serait devenu une menace pour le Kremlin depuis la mutinerie, qualifiée de trahison par Vladimir Poutine.

### Mort de Prigojine et Outkine dans un crash d'avion
Le 23 août 2023, Evgueni Prigojine et son bras droit Dmitri Outkine, sont présumés morts dans le crash d'un avion d'affaires reliant Moscou à Saint-Pétersbourg, dans la commune urbaine de Koujenkino. L'appareil, un Embraer Legacy 600, transportait huit autres personnes et survolait l'oblast de Tver. L'information est confirmée par le groupe Wagner au soir de l'accident. Le même jour, quelques heures avant le crash, le général Sergueï Sourovikine, proche du groupe Wagner, avait été officiellement démis de ses fonctions militaires,.

### Après Prigojine
Le 29 septembre 2023, Andreï Trochev devient le nouveau chef de Wagner. Au 4 décembre 2023, le ministère de la Défense britannique évalue les pertes du groupe Wagner à 40 000 blessés et 20 000 morts. Les Russes noirs deviennent la principale composante du groupe Wagner en Centrafrique.
En Afrique, le groupe Wagner est remplacé par l'Africa Corps, constitué d'anciens combattants de Wagner (y compris d'anciens commandants du groupe) et de nouvelles recrues, plus étroitement contrôlé par l'État russe. Début 2024, il consolide sa présence en Libye, au Soudan, en République centrafricaine, au Mali et au Niger.
En juillet 2024, Wagner subit avec l'armée malienne ses plus lourdes pertes depuis son implication en Afrique, durant la bataille de Tinzawatène face au CSP-DPA, dans la région de Kidal au Mali, à la frontière avec l'Algérie.
Fin 2024, le Groupe Wagner devient la « Légion Wagner Istra », une unité paramilitaire mise sur pied par le ministère russe de la défense. Celle-ci n'est alors active qu'au Mali et en République centrafricaine. Selon Lou Osborn, membre du collectif d'enquête All Eyes on Wagner, « tout – les chefs, les codes… – rappelle le Wagner originel, probablement afin de séduire de potentielles recrues ».

## Siège

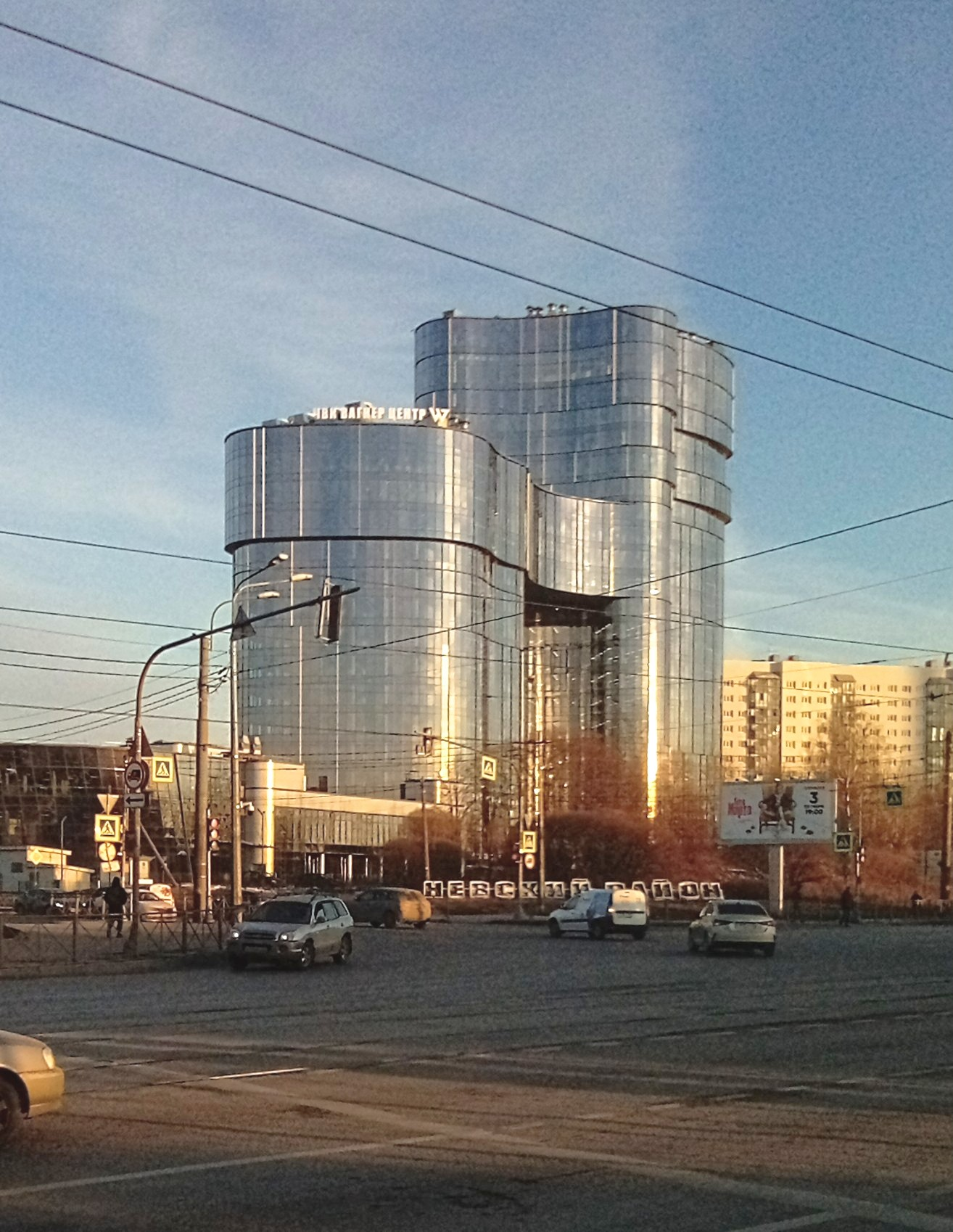
Bâtiment de Saint-Pétersbourg abritant le siège officiel de Wagner.

Le siège social officiel du groupe Wagner aurait été en Argentine durant un temps.
Le 4 novembre 2022, dans le contexte de la guerre russo-ukrainienne, le groupe Wagner inaugure officiellement son siège dans un immeuble à Saint-Pétersbourg, en Russie,.

## Idéologie
Néonazi et admirateur du Troisième Reich, Dmitri Outkine, ancien parachutiste des forces spéciales russes et ancien lieutenant-colonel du renseignement militaire, se donne comme nom de guerre « Wagner », en hommage à Richard Wagner, le compositeur préféré d'Adolf Hitler,,,. Une photo diffusée en 2020, montre notamment Outkine arborant des tatouages nazis,,. Les membres du groupe Wagner disent qu'Outkine est un rodnovier, un adepte de la foi indigène slave. Certains membres fondateurs de Wagner appartiennent au Mouvement impérial russe, une organisation paramilitaire fondamentaliste chrétienne orthodoxe et ultra-nationaliste.
En 2020, une tablette abandonnée par un combattant russe à Ain Zara (en), pendant la bataille de Tripoli, en Libye, est découverte et analysée par des journalistes de la BBC et de Newlines,. Il en ressort :

« C'est surtout la composante idéologique qui pourrait durablement modifier l'image de ces combattants de l'ombre. Depuis plusieurs années, les rumeurs circulent quant aux penchants idéologiques du groupe. […] Les nouvelles informations permettent de confirmer et d'élargir ces données. Outre les ouvrages de littérature militaire, le manifeste d'Adolf Hitler, Mein Kampf a été retrouvé dans la bibliothèque électronique de la tablette oubliée à Ain Zara. L'identification du profil en ligne de quelques soldats confirme ce faisceau d'indices préexistants : références à la Seconde Guerre mondiale, tatouages et slogans nazis, symboles issus du néopaganisme associés à l'extrême droite en Russie, identification à la culture viking et pureté de la « race » slave »

— Stéphanie KHOURI, Une tablette Samsung oubliée en Libye perce le secret des mercenaires russes, L'Orient-Le Jour
Des graffitis racistes et islamophobes accompagnés de croix gammées sont également laissés à Ain Zara, par des combattants russes ayant pris part à la bataille de Tripoli,.
Une importante partie des membres du groupe Wagner se réclame de la rodnovérie, un mouvement néopaïen slave. D'après la journaliste franco-russe Ksenia Bolchakova (Lauréate du Prix Albert-Londres de l'audiovisuel 2022 pour le documentaire Wagner, l'armée de l'ombre de Poutine) : « à l'image de leur chef Outkine, lui fasciné par le nazisme, 30 à 40 % des effectifs prônent un retour à la culture slave, pour la pureté de la race russe, et se réclament des rodnoviers, un mouvement néopaïen ».

## Effectifs
Selon une enquête du Groupe RBK publiée le 25 août 2016, environ 1 600 hommes ont servi dans les effectifs du groupe Wagner depuis le début de l'année 2016. En 2018, RBK estime que le nombre des combattants du groupe Wagner a varié en Syrie, allant d'un millier d'hommes en moyenne à 2 500 au plus fort des combats. Selon le journal russe Kommersant, 600 Russes sont présents en Syrie au sein du groupe Wagner début 2018. À la même période, l'agence Bloomberg News estime leurs forces à 2 000 hommes. Libération évoque pour sa part entre 2 000 et 4 000 hommes. En 2022, les journalistes Alexandra Jousset et Ksenia Bolchakova indiquent que 10 000 hommes seraient passés dans les rangs de Wagner depuis la création du groupe et que 5 000 seraient toujours actifs à cette date.
En 2021, la BBC estime que dix mille hommes ont combattu dans les rangs du groupe Wagner lors des sept années précédentes.
En Russie, ces forces sont basées jusqu'à l'été 2016 dans l'enceinte de la 10e brigade spéciale de renseignement, à Molkino, près de Krasnodar,,,,.
Les premiers mercenaires du groupe Wagner sont des vétérans d'Afghanistan et de Tchétchénie, mais par la suite le groupe engage des nouvelles recrues sans grande expérience militaire. Un certain nombre des combattants du groupe sont également des militants du Parti national-bolchévique. En général, les combattants sont envoyés en zone de guerre après une formation militaire d'un mois seulement.
Selon le témoignage à la BBC d'un ancien mercenaire, de nombreux agents de Wagner ont un casier judiciaire, ce qui rend difficile pour eux de rejoindre l'armée régulière.
Selon la journaliste franco-russe Ksenia Bolchakova, réalisatrice d'un documentaire consacré à ce groupe en 2022, le portrait-robot du mercenaire de Wagner est alors connu : « L'âge moyen est de 30 ans, le plus jeune avait 21 ans et le plus vieux 73 ans. Ils sont originaires d'une quinzaine de pays, en majorité des anciennes républiques soviétiques, mais 75 % du contingent est russe. Tous sont au moins réservistes ou anciens de l'armée officielle russe ou alors des repris de justice avec un passé militaire ».
Fin 2022, les États-Unis estiment que les effectifs du groupe Wagner sont passés à 50 000 hommes, après le recrutement de 40 000 détenus dans les prisons russes. Ce chiffre est maintenu en janvier 2023.
Le 26 mars 2023, Evgueni Prigojine affirme que 5 000 anciens détenus ont été libérés « à la suite d'une grâce après la fin de leur contrat avec Wagner ». En mai 2023, Prigojine précise que 50 000 détenus ont été recrutés par le Groupe Wagner. En juin 2023, Prigojine affirme avoir encore 25 000 combattants sous ses ordres. Selon l'historien militaire Cédric Mas, ce nombre est surévalué et les effectifs réels de Wagner se situeraient plutôt « autour de quelques milliers d'hommes ».
En juillet 2023, un commandant de Wagner surnommé « Marx » écrit sur Telegram que 78 000 hommes, dont 49 000 détenus, ont participé au conflit ukrainien, depuis février 2022, dans les rangs du groupe.

### Pertes
En février 2023, les États-Unis estiment les pertes du Groupe Wagner en Ukraine à 30 000 hommes tués ou blessés, dont 9 000 morts depuis le début de l'invasion russe. Le gouvernement américain précise que la moitié de ces 9 000 hommes ont été tués entre la mi-décembre 2022 et la mi-février 2023 et que 90 % d'entre eux étaient des détenus recrutés dans des prisons.
En mai 2023, Evgueni Prigojine admet qu'environ 10 000 des 50 000 détenus recrutés dans les prisons ont été tués en Ukraine, soit 20 % d'entre eux. Il indique également qu'une proportion similaire de ses combattants professionnels ont également été tués au combat, mais sans donner précisément leur nombre.
En juillet 2023, un commandant de Wagner surnommé « Marx » annonce sur Telegram sur les 78 000 hommes ayant pris part au conflit ukrainien, 22 000 ont été tués et 40 000 blessés.

## Théâtres d'opérations

Carte représentant les pays où se situent les activités de Wagner.

Les mercenaires du groupe Wagner ont été engagés en Ukraine dans la crise de Crimée, la guerre du Donbass, en Syrie durant la guerre civile syrienne,,,, et aussi, selon un ancien mercenaire, au Venezuela. Ils ont aussi été déployés en Afrique, notamment au Soudan, en Centrafrique, et en Libye. Des consultants du groupe Wagner sont vus au Mali vers fin 2019, et dans le courant de l'année 2021. Le groupe aurait également une présence au Burkina Faso, au Mozambique (de septembre à novembre 2019) et à Madagascar,,.

### Ukraine
L'implication de Wagner en Ukraine daterait de l'annexion de la Crimée par la Russie en 2014. Les mercenaires ont coopéré avec l'armée régulière russe afin de sécuriser la Crimée. L'annexion se déroula quasiment sans violences. Par la suite, environ 300 mercenaires prirent part à la guerre du Donbass pour appuyer les troupes séparatistes prorusses. Ces troupes quittèrent l'Ukraine avec le début de l'intervention russe en Syrie en automne 2015.
The Times affirme que lors de l'invasion de l'Ukraine par la Russie, qui a commencé le 24 février 2022, le groupe Wagner a fait venir par avion plus de quatre cents mercenaires russes d'Afrique de la mi-janvier à la fin janvier dans le cadre d'une mission visant, avec l'ordre du Kremlin et de Poutine, à assassiner le président ukrainien Volodymyr Zelensky et son gouvernement, et ainsi préparer le terrain pour que la Russie prenne le contrôle et installe un gouvernement fantoche. Le gouvernement ukrainien ayant reçu des informations à cet égard le 26 février, il a déclaré un couvre-feu dur de trente-six heures pour nettoyer la capitale des « saboteurs russes ». Selon l'Ukraine, Vladimir Poutine aurait chargé le dirigeant tchétchène Ramzan Kadyrov d'éliminer les dirigeants ukrainiens, mais celui-ci a échoué. Plus de 400 mercenaires russes du groupe Wagner auraient été à Kiev fin février 2022, avec l'ordre d'assassiner Zelensky et de déstabiliser suffisamment le gouvernement pour que la Russie prenne le contrôle du pays. La veille, le gouvernement ukrainien avait affirmé que ses forces avaient tué soixante saboteurs à Kiev qui se faisaient passer pour une unité de défense territoriale.
Selon Adam Hadley, directeur exécutif de Tech Against Terrorism, une organisation basée à Londres et soutenue par la lutte antiterroriste de l'ONU, les forces soutenues par la Russie en Ukraine, y compris le groupe Wagner, sont « presque certainement liées à des organisations d'extrême droite ».
Le 27 mars 2022, les services de renseignement militaire britanniques indiquent que le groupe Wagner intervient dans l'est de l'Ukraine : « Il est anticipé qu'ils déploient plus d'un millier de mercenaires, notamment de hauts dirigeants de l'organisation, pour prendre part à des opérations de combat »,.
Le 7 avril 2022, les services de renseignement allemands publient des enregistrements de communications radio des forces russes qui indiquent que des mercenaires russes auraient participé aux exactions envers les civils fin mars commises lors des massacres de Boutcha, alors sous occupation russe,.
Le 5 juin 2022, un sniper ukrainien abat à Kharkiv, un chef du groupe Wagner, Vladimir Andonov alors qu'il effectuait une reconnaissance de nuit. Surnommé « le Bourreau » par les Ukrainiens, il avait déjà combattu dans le Donbass en 2014.
En août 2022, il est dit que la Russie déploie des mercenaires du groupe Wagner sur le front ukrainien pour combler le manque d'effectif russe. Par ailleurs les Ukrainiens affirment avoir frappé une base de Wagner dans le Donbass.
En septembre 2022, une vidéo montre Evgueni Prigojine à l'intérieur de la cour d'une prison en Russie, haranguant les détenus en leur promettant la liberté s'ils rejoignent le groupe Wagner pour combattre en Ukraine,,. Il déclare dans la vidéo :

« Je représente la société militaire privée Wagner. […] Si vous voulez sortir de prison maintenant, vous le pouvez, en échange de quoi vous devez donner six mois de votre temps pour participer à l'effort de guerre sur le front ukrainien. […] Si vous faites six mois, vous êtes libre. Mais si vous arrivez en Ukraine et décidez que ce n'est pas pour vous, vous êtes considérés comme des déserteurs, et vous êtes fusillés par le peloton d'exécution. Personne ne retourne derrière les barreaux. […] Vous demandez des garanties ? Seulement deux personnes peuvent vous faire sortir d'ici : Dieu et Allah, et ce sera dans un cercueil en bois. Moi, je vous fais sortir vivants. Mais vous ne resterez peut-être pas vivants,,. »

En novembre 2022, selon l'ONG Rus Sidiachaïa, 30 000 à 35 000 détenus recrutés par le groupe Wagner, ont été retirés des prisons pour aller combattre en Ukraine. Les statistiques de Rus Sidiachaïa, montrent qu'un tiers des détenus, sollicités par Wagner, signent un contrat, alors que le recruteur précise que l'objectif est l'assaut des troupes ennemis avec de faibles chances de réussite. Selon The New York Times, les violeurs et les consommateurs de drogues sont exclus de la sélection, au contraire des meurtriers, des voleurs ou des trafiquants.
Olga Romanova, responsable de Rus Sidiachaïa indique : « Ils sont exclusivement déployés en première ligne. Derrière eux se trouvent les troupes barrières (chargées de tirer sur les soldats de première ligne au cas où ils reculeraient), puis les mobilisés et enfin les soldats professionnels ». Selon Olga Romanova « Quatre-vingt-dix-neuf pour-cent périssent. Sur la première fournée de détenus envoyés au front en juin, soit 500 prisonniers, seuls deux sont encore en vie ». Ces soldats, faiblement équipés et entrainés, sont donc utilisés pour mener des assauts en suivant la technique de la vague humaine. Ainsi, leur mort permet de révéler les positions des troupes ukrainiennes aux troupes russes régulières, disposant d'armement lourd. Ainsi, l'artillerie russe peut effectuer des tirs en contrebatterie pour infliger des pertes à l'armée ukrainienne.
En décembre 2022, les États-Unis accusent la Corée du Nord d'avoir livré des missiles et des obus à Wagner. Wagner et la Corée du Nord contestent l'existence de cette livraison. Cette livraison est en violation des résolutions du Conseil de sécurité des Nations unies. Wagner dépenserait 100 millions de dollars par mois pour s'équiper en Ukraine.
Le Royaume-Uni estime que le nombre de soldats de Wagner déployés en Ukraine est passé de 1 000 en mars 2022 à 20 000 (en décembre), soit 10 % des effectifs russes engagés dans l'invasion. Cette augmentation est probablement liée au recrutement de mercenaires par Wagner dans les prisons russes : la population carcérale diminuant de 23 000 personnes entre septembre et novembre.
En 2022 et 2023, le Groupe Wagner est jeté en première ligne dans la bataille de Bakhmout, où 10 000 à 20 000 de ses combattants trouvent la mort,,.

### Syrie
Le groupe Wagner commence à s'implanter en Syrie en octobre 2015, dans la foulée de l'intervention russe dans le pays. Chargés initialement d'épauler lors des combats une armée syrienne affaiblie, ses mercenaires se voient ensuite assigner pour mission la garde des installations pétrolières dans l'Est de la Syrie,,. Ils obtiennent ainsi 25 % des bénéfices d'exploitation des puits de pétrole reconquis sur l'État islamique. Selon l'écrivain Zakhar Prilepine, également chef d'un bataillon pro-russe dans le Donbass, plusieurs combattants ont choisi de quitter l'Ukraine pour la Syrie car le salaire y était plus élevé.
En 2016 et 2017, le groupe Wagner combat l'État islamique à Palmyre,,. Fin septembre 2017, deux combattants russes du groupe Wagner sont faits prisonniers par l'État islamique près de Deir ez-Zor,,. Leur mort est annoncée fin octobre.
En février 2018, le groupe Wagner est la cible de bombardements américains et subit des pertes importantes — plusieurs dizaines ou plusieurs centaines de tués ou de blessés — lors de la bataille de Khoucham.
Selon la journaliste de Libération Hala Kodmani : « Les principales zones où sont intervenus les mercenaires russes en Syrie ces dernières années correspondent à l'Est du pays où se trouvent des champs de pétrole et de gaz. C'est aussi la région qui était contrôlée depuis 2014 par l'État islamique, qui en a été délogé par les offensives antiterroristes de l'année dernière. Même si les ressources et réserves d'hydrocarbures syriennes sont loin d'être aussi importantes que celles de ses voisins, comme l'Irak, et que la production a été pratiquement réduite à néant par la guerre, le secteur reste un enjeu stratégique, en particulier pour la Russie ».
La participation des mercenaires russes au conflit syrien se fait de manière très discrète : leurs morts ne sont pas signalées et ils ne font pas l'objet de funérailles d'État,. Des témoignages de mercenaires russes font état de très lourdes pertes en Syrie : au moins plusieurs centaines de morts,,.
Les lourdes pertes, l'obligation de devoir rester dans l'ombre, la vétusté des armes et du matériel provoquent des tensions avec l'armée russe à partir de 2017.

### Venezuela
En janvier 2019, au moment de la crise présidentielle, des agents de sécurité du groupe Wagner arrivent au Venezuela pour renforcer la sécurité du président Nicolás Maduro.

### Libye
En 2019, selon le site russe Meduza, trois cents hommes du groupe Wagner prennent part à la bataille de Tripoli aux côtés des forces de l'Armée nationale libyenne du maréchal Haftar et au moins trente-cinq d'entre-eux auraient été tués en septembre.
Entre novembre 2019 et juillet 2020, selon un rapport de l'ONU, la Russie a accru son soutien logistique au groupe Wagner en Libye : quelque 338 avions-cargos militaires partent de Syrie pour la Libye afin d'aider les combattants du groupe.
Selon un rapport du département de la Défense des États-Unis publié en novembre 2020, les Émirats arabes unis, allié militaire proche des États-Unis au Moyen-Orient, financeraient les activités du groupe Wagner en Libye. Ce doute survient alors que les démocrates au Congrès ont monté une campagne pour s'opposer à la vente proposée par l'administration Trump d'avions de chasse F-35 aux Émirats arabes unis pour 23 milliards de dollars.
En août 2021, BBC News prend possession d'une tablette numérique abandonnée sur un champ de bataille en Libye. Selon le journaliste chargé d'analyser ses contenus, la tablette aurait été utilisée par un combattant du groupe. Plusieurs lieux de combats sont identifiés sur des cartes, ainsi que des lieux minés. Les mines ont tué au moins 3 démineurs libyens. Selon des informateurs anonymes du journaliste, jusqu'à mille combattants du groupe auraient participé à des combats en Libye.

### Centrafrique
À partir de 2018, des mercenaires du groupe Wagner sont présents en Centrafrique, où ils participent à la formation de militaires de l'armée centrafricaine,. Wagner ouvre des bases arrières dans le pays, notamment dans des zones diamantifères comme Bria.

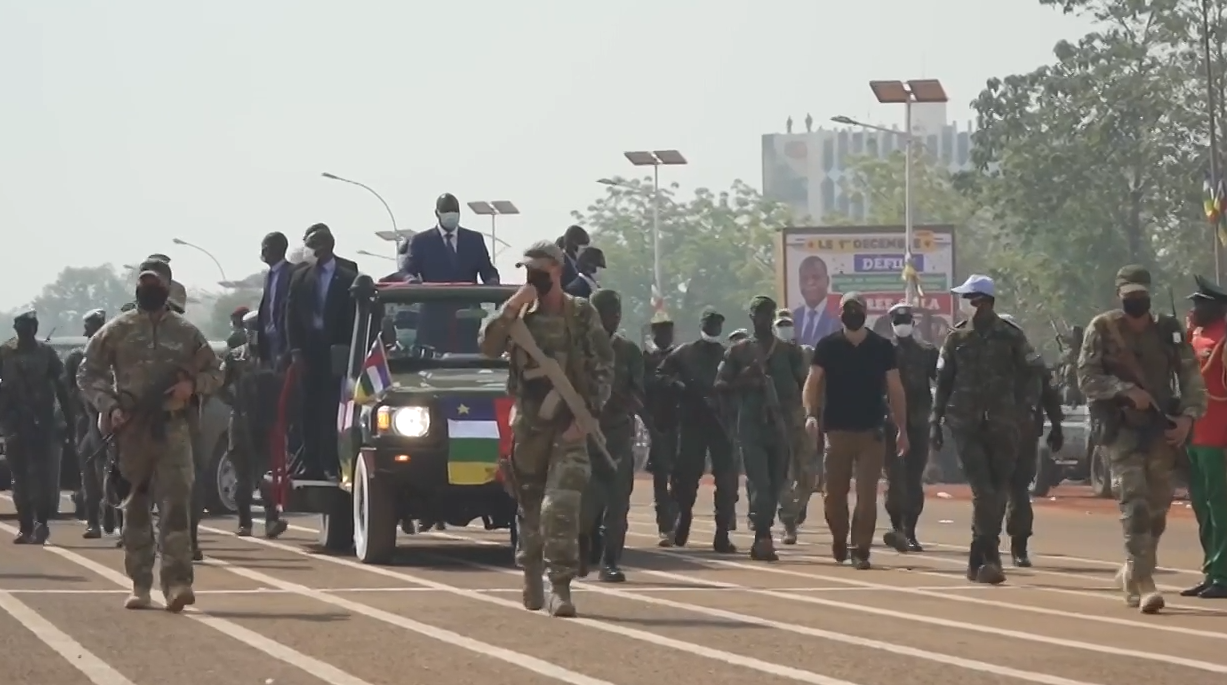
Des mercenaires russes protégeant le convoi du président centrafricain Touadéra, février 2022.
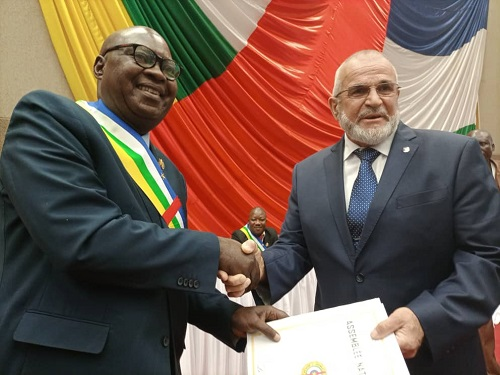
Le président de l'Assemblée nationale centrafricaine Simplice Sarandji avec un représentant du groupe Wagner, Alexander Ivanov, octobre 2021.
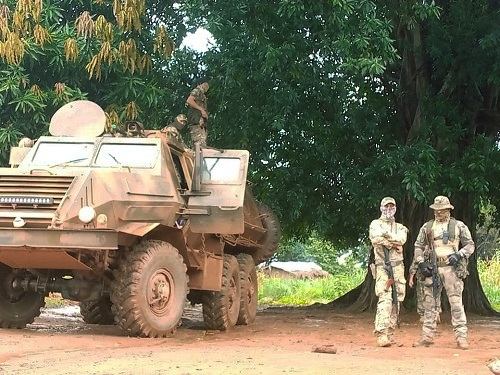
Mercenaires de Wagner en Centrafrique, 2022.

Le 27 décembre 2017, cent soixante-quinze instructeurs russes de la société privée Sewa Security Services (SSS, fondée en novembre 2017) arrivent en Centrafrique. En janvier 2018, le palais de Berengo (Bobangui) et ses quarante hectares de terrain sont transformés en camp militaire pour les contractuels russes appartenant à SSS et Lobaye Invest Ltd (société minière fondée en octobre 2017). Ces deux sociétés sont, selon le Trésor américain, reliées au fondateur du groupe Wagner. Les instructeurs russes y forment les Forces armées centrafricaines (FACA). Une cérémonie pour la fin de la formation d'un premier contingent de deux cents hommes s'est tenue le 31 mars 2018 en présence du président de la République Faustin-Archange Touadéra. Les mercenaires russes de SSS assurent également, depuis 2018, la garde rapprochée du président centrafricain.
En décembre 2020, les mercenaires de Wagner, appuyés par deux hélicoptères Mi-8 de l'armée russe, s'engagent aux côtés de l'armée centrafricaine, des forces de la MINUSCA et des forces rwandaises contre les rebelles de la Coalition des patriotes pour le changement qui veulent prendre Bangui et empêcher la tenue des élections présidentielle et législatives. Le 31 mars 2021, le groupe de travail des Nations unies sur les mercenaires a dit sa préoccupation sur des violations répétées des droits de l'homme par les mercenaires du groupe Wagner. Une enquête de RFI a collecté de nombreux indices, dont des documents confidentiels et des témoignages allant en ce sens. Le gouvernement centrafricain a réagi en mettant en place une commission d'enquête. La Russie a dénoncé « de fausses nouvelles » qui « servent les intérêts des malfaiteurs qui complotent pour renverser le gouvernement ». En octobre 2021, la commission d'enquête du gouvernement centrafricain sur les exactions en RCA confirme la responsabilité de membres du groupe Wagner dans certaines des exactions commises pendant la guerre.
Le Service européen pour l'action extérieure affirme, dans un rapport paru en novembre 2021, qu'une large part de l'armée centrafricaine serait « sous le commandement direct ou la supervision des mercenaires de Wagner Group », y compris les troupes formées par l'Union européenne. En conséquence, l'Union européenne suspend temporairement sa mission de formation des Forces armées centrafricaines et fixe trois conditions à la reprise de la mission. Le gouvernement centrafricain nie que les mercenaires de Wagner soient présents en RCA,.
Le groupe wagner est partie prenante dans l'extraction de l'or tiré de la mine de Ndassima et son processus de blanchiment à Dubaï à travers des réseaux de contrebande bien organisés.
Le groupe s'implante également dans le secteur de l'exploitation du diamant dans le pays via un bureau d'export créé en 2019.
Les ambitions économiques les plus récentes du groupe Wagner se portent en 2023 sur les secteurs du café et du sucre en Centrafrique où il tente de s'imposer.
En 2024, Ephrem Ngonzo, un ancien journaliste recruté par Wagner entre 2019 et 2022, détaille auprès du Monde les stratégies de désinformation utilisées par le groupe Wagner en Centrafrique, notamment la publication d'articles de propagande dans des organes de presse et l'organisation artificielle de manifestations anti-occidentales dans le but de manipuler l'opinion publique en faveur de la Russie. Ces opérations sont coordonnées depuis le camp militaire de Roux à Bangui.

### Arrestations en Biélorussie
En juillet 2020, trente-trois hommes dont certains affiliés au groupe Wagner sont arrêtés en Biélorussie. Ils sont accusés par les autorités biélorusses d'avoir voulu perpétrer des actions terroristes. Plusieurs analystes doutent que des mercenaires du groupe Wagner interviennent en Biélorussie. Ces arrestations peuvent aussi être une manœuvre du président biélorusse Alexandre Loukachenko, peu avant l'élection présidentielle d'août, de se dire victime d'un complot,. Les hommes sont accusés par les autorités biélorusses d'avoir potentiellement des liens avec Sergueï Tikhanovski, le mari de Svetlana Tikhanovskaïa, la principale candidate opposée à Loukachenko lors de l'élection présidentielle.
L'extradition de vingt-huit de ces trente-trois hommes est demandée par le bureau du procureur d'Ukraine en août car ils sont accusés de faire partie d'« organisations terroristes » et d'avoir participé à des combats entre l'armée ukrainienne et les séparatistes de l'Est de l'Ukraine (oblasts de Louhansk et Donetsk).
Trente-deux hommes sont renvoyés vers la Russie le 14 août 2020.

### Mali
L'opération militaire française Barkhane est menée depuis 2014 dans le Sahara et au Sahel, et en particulier au Mali, pour lutter contre divers groupes armés islamistes. L'évaluation de l'appréciation et des résultats de l'opération Barkhane est controversée. En juin 2021, le président français Emmanuel Macron annonce la fin de Barkhane et la réduction des troupes françaises au Mali.
Le gouvernement de transition malien, issu d'un coup d'État, est accusé par la France et ses alliés de se rapprocher de la Russie et du groupe Wagner pour continuer la lutte contre les groupes armés islamistes. Une crise diplomatique éclate entre le Mali et la France, qui refuse l'arrivée de la Russie dans son ancienne colonie. Le département d'État des États-Unis avertit à deux reprises le Mali des risques financiers et politiques que pose le groupe Wagner.
Le 23 décembre 2021, la France et ses alliés au sein de la Task Force Takuba considèrent que le groupe Wagner s'est effectivement déployé au Mali et condamnent ce déploiement. Le lendemain, le gouvernement malien nie que des mercenaires de Wagner soient déployés mais reconnait l'existence d'un « partenariat d'État à État » avec la Russie, « son partenaire historique », et la présence de formateurs de l'armée russe au Mali, « au même titre que la mission européenne de formation »,.
Début janvier 2022, RFI indique que trois cents à trois cent cinquante éléments du groupe Wagner auraient été déployés au Mali selon une source. Le commandement des opérations militaires américaines en Afrique (Africom) confirme par la suite que « plusieurs centaines » de membres du groupe Wagner sont présents au Mali et que ceux-ci bénéficient du soutien logistique de l'armée russe. Le déploiement de Wagner et la coordination avec les autorités maliennes ont été gérés par un ancien officier des Spetsnaz, Ivan Aleksandrovitch Maslov. Ce dernier est aujourd'hui chargé des opérations dans le pays.
Officiellement, la junte malienne nie la présence du groupe Wagner au Mali et affirme que les combattants russes déployés sont des militaires de l'armée régulière. Cependant, le 7 février, le président russe Vladimir Poutine contredit les déclarations de la junte en reconnaissant la présence de mercenaires russes au Mali, et en affirmant que « le gouvernement russe, l'État russe n'a rien à voir avec ces entreprises qui opèrent au Mali ». En avril 2023, Evgueni Prigojine confirme que le Groupe Wagner est bien déployé au Mali.
Un premier accrochage entre des djihadistes et des mercenaires de Wagner a lieu à Mandoli, près de Bandiagara, le 3 janvier 2022. Selon Le Monde, un mercenaire russe est tué et deux autres sont blessés dans ce premier accrochage. Le 24 avril, le Groupe de soutien à l'islam et aux musulmans (GSIM) revendique la capture de plusieurs « soldats des forces russes de Wagner » ayant pris part au massacre de Moura. Le 13 août, quatre autres mercenaires russes sont tués dans une embuscade du GSIM près de Bandiagara.
L'implication du groupe Wagner provoque également des tensions au sein de l'armée malienne. Le 27 septembre 2022, un affrontement éclate entre militaires maliens et mercenaires russes dans le camp militaire d'Ansongo, faisant au moins deux morts côté malien.
En novembre 2022, All Eyes On Wagner, un groupe international d'enquêteurs, publie un rapport accusant les mercenaires d'au moins 23 épisodes d'atteintes aux droits de l'homme et d'assassinats au Mali.
La Sécurité d'État est soupçonnée de financer le groupe au Mali. En février 2023, les effectifs de Wagner dans le pays seraient de 1 500 à 2 000 combattants. Le journal Le Monde indique que, d'après des sources diplomatiques européennes et américaines, 1 600 mercenaires de Wagner sont présents au Mali en mai 2023.
Selon l'ONG Armed Conflict Location and Event Data Project (Acled), 957 civils sont tués par l'armée malienne et le Groupe Wagner entre janvier 2022 et juin 2023.
Le 23 septembre 2023, un avion Iliouchine Il-76 s'écrase à Gao, alors qu'il transportait des militaires maliens et des mercenaires russes de Wagner,. Le bilan matériel et humain serait lourd, mais la junte garde le silence sur l'accident et ne communique aucun bilan. Des sources locales évoquent 140 morts,.
En juillet 2024, les séparatistes du nord ont affirmé jeudi avoir tué 84 membres du groupe russe Wagner et 47 soldats maliens dans des combats à Tinzaouatene, près de la frontière algérienne, du 25 au 27 juillet. Ils assurent également qu'une trentaine de personnes de ce camp, mortes ou grièvement blessées, ont été héliportées à Kidal et que des corps « calcinés » étaient aussi à l'intérieur des blindés et camions de transport des troupes. Ils disent aussi avoir fait 7 prisonniers du groupe Wagner et des forces armées maliennes [FAMA]. L'armée et le groupe Wagner ont reconnu de lourdes pertes dans des combats d'une ampleur inédite depuis des mois, sans donner de chiffres précis. L'Ukraine pourrait avoir aidé les séparatistes, notamment en leur fournissant des drones ; la junte au pouvoir l'affirme, Kyiv laisse planer le flou, allant de demi-confirmation en dénégation,,.
Entre décembre 2024 et mars 2025, le ministère russe de la défense déploie au Mali 1 000 hommes d'une autre unité paramilitaire, l'Africa Corps, alors que 1 500 hommes de Wagner commandés par Ruslan Zlobine sont sur place. Les Wagnériens sont déployés principalement au nord du pays, tandis que les hommes de l'Africa Corps se concentrent à Bamako et dans le centre.
Le 6 juin 2025, le Groupe Wagner annonce son retrait du Mali. L'Africa Corps devient alors la seule force russe présente dans le pays.

### Soudan
Les Forces de soutien rapide commandées par le général Mohamed Hamdan Dogolo, numéro 2 du Conseil militaire de transition, sont considérées comme « appuyées » par le groupe Wagner.
En mars 2022, le groupe de trois pays (États-Unis, Norvège et Royaume-Uni) qui supervise le processus de paix au Soudan dénonce la présence du groupe Wagner au Soudan ainsi que la cession de plusieurs mines d'or au groupe. Le gouvernement soudanais dément ces affirmations. Ces accusations sont confirmées en novembre dans une enquête du journal Le Monde. De plus, une partie de l'or soudanais extrait en 2022 et 2023, pour un montant de 1,9 milliard de dollars a été transporté par avion depuis des bases Wagner, sans doute au profit des Russes,.

### Serbie
Une campagne de recrutement de Wagner en Serbie déclenche une vive réaction du président serbe Aleksandar Vucic, qui s'oppose à ce que certains de ses concitoyens rejoignent le groupe Wagner malgré les bonnes relations qui existent entre son pays et la Russie.

### Après la rébellion, la Biélorussie
Le groupe Wagner est stationné en Biélorussie depuis sa tentative de rébellion du 23 au 24 juin 2023 vers Moscou. D'autre part et auparavant, l'armée régulière russe a été invitée dès janvier 2023 par Loukachenko. Ces troupes russes sont présentes en Biélorussie pour leurs exercices militaires avec l'armée biélorusse. L'armée russe est partie prenante de l'incident de Briansk en mars 2023 Et en septembre 2023 ces troupes sont toujours en Ukraine.
La Pologne demande expressément au groupe Wagner de cesser ses exactions visant à déstabiliser le pays, le Premier ministre Mateusz Morawiecki déclarant aux médias qu'ils pourraient (les mercenaires) se mêler aux migrants qui tentent de traverser la frontière vers la Pologne

## Exactions et crimes de guerre
Selon le témoignage à la BBC d'un ancien mercenaire, des prisonniers sont fréquemment exécutés par des combattants de Wagner, car « personne ne veut d'une bouche supplémentaire à nourrir »,.
Les ONG de défense des droits humains Amnesty International, la FIDH et l'association russe Memorial accusent le groupe Wagner de « commettre des tortures, des exécutions ou des viols, contre des civils, dans des zones de conflit ».
Ces exactions, et singulièrement les violences sexuelles auxquelles Evguéni Prigojine semble avoir fait une référence provocatrice en libérant certains de ses hommes en leur donnant pour consigne « Ne violez pas les femmes », sont massives dans la mesure où elles ont un caractère systémique, observable dans l'histoire longue du mercenariat.

### Décapitation d'un soldat syrien en 2017
Dans plusieurs vidéos diffusées en 2019 et tournées en juin 2017 à Al-Chaer, près de Palmyre, quatre hommes du groupe Wagner apparaissent torturant puis décapitant Mohammed Taha Ismail al-Abdoullah, un conscrit ayant déserté l'armée syrienne. Le cadavre de ce dernier, privé de ses bras, est ensuite pendu par les jambes et brûlé, avec, sur son torse, l'inscription « Pour les VDV ! ». Le journal russe Novaïa Gazeta identifie l'un des bourreaux grâce à l'une de ces vidéos,,, mais a du mal à faire saisir de l'affaire le Comité d'enquête russe.
Le 11 mars 2021, le Centre syrien pour les médias et la liberté d'expression, la Fédération internationale pour les droits humains et l'association Memorial déposent plainte, en Russie, contre le groupe Wagner pour le meurtre de ce déserteur syrien. Les trois ONG ont la certitude que les mercenaires de Wagner agissent « sous le contrôle effectif de la Russie » et sont impliqués « dans de graves violations des droits humains contre des civils », en Syrie et ailleurs. La plainte est rejetée, et le recours à l'encontre du Comité d'enquête de la fédération de Russie (SKRF) pour son inaction est aussi rejeté en janvier 2022. À la suite de ces rejets, les organisations des droits humains déposent une requête devant la Cour européenne des droits de l'homme.

### Crimes de guerre lors de la bataille de Tripoli en 2019
Le groupe Wagner est notamment suspecté de l'exécution sommaire de trois civils le 23 septembre 2019, dans le village d'Espiaa, à 45 kilomètres au sud de Tripoli. Selon la BBC, une douzaine de civils auraient été tués par les hommes de Wagner lors de la bataille de Tripoli.

### Massacre en Centrafrique en 2022
Le groupe Wagner est soupçonné d'avoir tué plus de trente civils près de Bria à Aïgbado les 16 et 17 janvier 2022. La MINUSCA a entrepris d'évaluer les faits.

### Massacres au Mali
Rapidement après son déploiement au Mali en 2022, le groupe Wagner se signale par de nombreuses exactions, avec des exécutions sommaires, des pillages et des actes de torture,,,. Le 11 mars 2022, la MINUSMA accuse l'armée malienne et le groupe Wagner d'être responsables du massacre de Danguèrè Wotoro.
Entre le 27 et le 31 mars 2022, 300 à 600 civils sont massacrés par l'armée malienne et le groupe Wagner à Moura, dans la région de Mopti, selon des témoignages recueillis par Amnesty International,,.
Le 19 avril 2022, à la suite de l'explosion d'un véhicule militaire sur une mine artisanale à proximité de la commune de Hombori, un supplétif de l'armée malienne décède. Les forces militaires du convoi se rendent alors au marché hebdomadaire de Hombori, proche du lieu de l'explosion, et tirent dans la foule. Au moins 50 civils sont tués et 500 autres sont arrêtés. Les autorités maliennes admettent la mort d'un militaire russe à Hombori, ce qui confirme, selon Wassim Nasr, leur participation aux combats. L'armée française affirme qu'il s'agit d'éléments du groupe Wagner.
Le 19 avril 2022, dans le cadre de la fin de l'opération Barkhane, l'armée française quitte la base de Gossi et la remet aux Forces armées maliennes (FAMa). Le 20 avril 2022, un compte Twitter nommé « Dia Diarra », qui se présente comme un « ancien militaire et patriote malien », annonce la publication à venir d'images de cadavres et d'un charnier au Mali. Le 21 avril, il publie des images floutées de cadavres partiellement enfouis dans le sable, incriminant l'armée française pour le charnier. En réponse, cette dernière révèle le 22 avril avoir filmé la veille, par des moyens aériens, ce qu'elle affirme être des membres du groupe Wagner en train d'enterrer des corps près de la base de Gossi, là où les cadavres ont été filmés. Sur les vidéos publiées par l'armée française, on peut voir les personnes en train de filmer les images de cadavres précédemment diffusées sur le compte Twitter, compte suspecté d'avoir été créé de toutes pièces par le groupe Wagner pour imputer un massacre aux forces françaises, et les crimes sont imputés au groupe lui-même,. Selon l'armée française, les cadavres « pourraient provenir de l'opération menée par Wagner et l'armée malienne à Hombori, le 19 avril, où près de 600 personnes ont été arrêtées ».
En juin 2024, les Forces armées maliennes et le Groupe Wagner mènent une opération dans les environs d'Abeïbara et massacrent au moins 60 à 70 civils touaregs.
En novembre 2024, six bergers sont exécutés, brûlés, certains décapités, par Wagner près de Nara, à la frontière avec la Mauritanie.

### Exécution d'un déserteur à coup de masse en Ukraine en 2022
Le 13 novembre 2022, pendant l'invasion de l'Ukraine, des comptes Telegram proches du groupe Wagner publient une vidéo montrant l'exécution d'un homme, le crâne attaché avec du ruban adhésif à un bloc de pierre, être frappé à la tête avec une masse. D'après les membres de Wagner, il s'agirait de l'un de ses ex-membres (Evguéni Noujine, un prisonnier de 55 ans condamné à 24 ans de prison pour meurtre qui avait été recruté dans une colonie pénitentiaire russe ; Evguéni Noujine avait été libéré en juillet) accusé de désertion, qui se serait rendu délibérément à l'armée ukrainienne, mais qui aurait ensuite été repris par les Russes à Kiev le 11 septembre,. Dans The Guardian, le fils d'Evguéni Noujine confirme qu'il s'agit de son père. Présentant cette vidéo, Evgueni Prigojine explique : « Il n'a pas trouvé le bonheur en Ukraine et a fini par rencontrer des gens durs mais justes. Ce film devrait s'appeler « une mort de chien pour un chien ». Excellente réalisation, qui se regarde d'un souffle. Aucun animal n'a souffert durant le tournage. » Il qualifie également Evguéni Noujine de « traître ».

### Exfiltration et asile en 2023 d'un ancien officier des mercenaires ayant servi en Ukraine
Andrei Medvedev est un ancien mercenaire de la société militaire privée groupe Wagner et soldat de l'armée russe. Il fut prisonnier en 2017 et 2018.
Il signe un contrat de quatre mois avec le groupe Wagner, le 6 juillet 2022, en tant que commandant de la première escouade de la quatrième section du septième détachement d'assaut. Il combat en Ukraine.
Il s'échappe de Russie, le 13 janvier 2023, en franchissant clandestinement la frontière norvégienne depuis Nikel en Russie vers Pasvikdalen en Norvège au niveau de la rivière gelée Paatsjoki. Il demande l'asile politique aux autorités norvégiennes dès son arrestation.
Il indique à l'ONG Gulagu.net le 16 janvier 2023 : « Lorsque les prisonniers ont commencé à arriver, la situation à Wagner a vraiment changé. Ils ont arrêté de nous traiter comme des humains. Nous étions juste envoyés nous battre comme de la chair à canon ». Il affirme que des prisonniers étaient « abattus en cas de refus de combattre ou trahison ». Medvedev dit qu'à l'issue de son contrat à durée déterminée, le groupe lui a donné un nouveau contrat sans date limite contre sa volonté. Le groupe Wagner avait confisqué ses papiers d'identité. C'est ce qui l'a incité à entrer en clandestinité en Russie pendant deux mois avant de rejoindre la Norvège.
Il affirme avoir été le commandant de Evguéni Noujine et dit n'avoir commis aucun crime en Ukraine. Il affirme aussi avoir été témoin d'exécutions de certains de ses hommes par le service de sécurité du groupe Wagner.
Le fondateur du groupe Wagner, Evgueni Prigojine, a confirmé dans un communiqué l'appartenance de Medvedev à la SMP.

## Morts de journalistes enquêtant sur le groupe

### Chute du balcon de Maxime Borodine
En avril 2018, le journaliste d'investigation russe Maxime Borodine (en) meurt à la suite d'une chute de balcon inexpliquée alors qu'il enquêtait sur les activités du groupe Wagner dans le Donbass et en Syrie. La justice russe décide de ne pas ouvrir d'enquête criminelle en évoquant un suicide, mais selon ses proches, Maxime Borodine se disait suivi depuis la veille par des hommes en tenue camouflage et par un homme masqué probablement armé. Il n'a pas non plus laissé de lettre expliquant un éventuel suicide. Sa mort a été qualifiée de très préoccupante par l'Organisation pour la sécurité et la coopération en Europe,.

### Centrafrique
En juillet 2018, trois journalistes russes Orhan Djemal, Alexandre Rastorgouïev (ru), Kirill Radtchenko sont assassinés dans le nord du pays dans des circonstances non éclaircies, alors qu'ils enquêtaient sur les activités du groupe Wagner,.

## Sanctions et répression
En 2020, l'Union européenne décide de sanctionner « la société de sécurité privée russe Wagner » ainsi que huit personnes et trois sociétés qui lui sont liées, notamment à Evgueni Prigojine, présumé fondateur du groupe.
En décembre 2021, l'Union européenne accuse le groupe d'« alimenter la violence, de piller les ressources naturelles et d'intimider les civils en violation du droit international » dans différents pays : Libye, Syrie, Ukraine et République centrafricaine. Les sanctions touchent Wagner, trois sociétés liées à Wagner (Evro Polis, Mercury et Velada) et huit personnes dont Dmitri Outkine, Valeri Zakharov, un conseiller du président centrafricain Faustin-Archange Touadéra, Denis Kharitonov, un militaire séparatiste dans le Donbass, et Andreï Trochev, un militaire en opération en Syrie. L'UE dénonce des « actes de torture et des exécutions et meurtres extrajudiciaires ». Le ministère russe des Affaires étrangères parle d'« hystérie » occidentale à propos de ces sanctions.
Les membres du groupe sont soupçonnés d'exactions, de crimes de guerre et de crimes contre l'humanité au Mali, en Libye, en Centrafrique, en Syrie et en Ukraine.
Le groupe est considéré depuis le 26 janvier 2023 comme une organisation criminelle transnationale et sanctionné par les États-Unis à la suite d'une décision de l'Office of Foreign Assets Control du département du Trésor des États-Unis,.
En février 2023, la Rada, parlement ukrainien, vote une motion reconnaissant le groupe Wagner comme une organisation terroriste,. D'autres pays comme la Lituanie et l'Estonie ont classé Wagner comme telle.
Le 9 mai 2023, l'assemblée nationale française vote à l'unanimité une résolution demandant à la France et à l'Union européenne d'inscrire le groupe Wagner sur la liste des organisations terroristes.
Le 15 septembre 2023, le ministère de l'Intérieur britannique inscrit le groupe Wagner sur sa liste des organisations interdites.
En novembre 2024, le Royaume-Uni sanctionne l'Africa Corps, ainsi que le Bataillon Espanola et la Brigade Bears, accusés « d'avoir commis des violations généralisées des droits humains sur tout le continent (africain) » et « d'exploiter les ressources naturelles de ces pays pour leur profit » dans le but d'étendre la sphère d'influence du Kremlin, selon le Secrétaire d'État aux Affaires Étrangères David Lammy. L'objectif est de contrer les activités illégales russes, d'entraver la déstabilisation des pays africains et d'interrompre l'approvisionnement de l'effort de guerre russe en Ukraine. Trois sociétés privés liées au Wagner Group sont aussi visées : Marko Mining, The Officer's Union for International Visit (Communauté des Officiers pour la Sécurité Internationale), et la radio centrafricaine Lengo Sengo, ainsi que 11 individus associés à des mandataires russes », qui ont « menacé la paix et la sécurité en Libye, au Mali et en République centrafricaine ».

## Justice
Plusieurs organisations des droits humains ayant documenté de possibles crimes de guerre commis en Syrie et en Libye, et imputés à des combattants du groupe Wagner, portent plainte en Russie, auprès de la Cour pénale internationale et de la CEDH,,.

### Filmographie
- Alexandra Jousset et Ksenia Bolchakova, « Wagner, les hommes de l'ombre de Poutine » [vidéo], émission Le Monde en face (durée : 80 min), France 5, 20 février 2022.
- Alexandra Jousset et Ksenia Bolchakova, « Sources - Les dossiers de Prigojine » [vidéo], Arte (durée : 26 min), février 2023.

### Émission de radio
- Fabrice Drouelle, Gaspard Wallut, « La Centrafrique et les prédateurs du groupe Wagner » [audio], sur Affaires sensibles, France Inter, Radio France, 9 mai 2024 (consulté le 10 mai 2024).